# Бен-Юссеф, Сиам
Сиам Хабиб Бен-Юссеф (фр. Syam Habib Ben Youssef; род. 31 марта 1989 года в Марселе) — франко-тунисский футболист, защитник. Выступал за национальную сборную Туниса.

## Клубная карьера
Бен-Юссеф родился 31 марта 1989 года в городе Марсель. Воспитанник молодёжных команд «Трамино Марселье» и «Бастия». Профессиональную футбольную карьеру начал в 2008 году в последней команде, в которой провёл один сезон, приняв участие лишь в четырёх матчах чемпионата.
12 августа 2009 года он вернулся на историческую родину, подписав двухлетний контракт с «Эсперанс». Сыграл за команду из столицы Туниса следующие два сезона своей игровой карьеры.
14 января 2012 года подписал контракт до конца сезона с «Лейтон Ориент».
В состав клуба «Астра» присоединился в 2012 году. Сыграл за команду более полусотни матчей в национальном чемпионате, а также выиграл кубок Румынии по футболу.
29 июня 2015 года в статусе свободного агента он перешёл в «Кан». Бен-Юссеф сыграл свой первый матч в Лиге 1 22 августа против «Ниццы», а свой первый гол забил в пятом туре в ворота «Труа».
5 июля 2017 года он расторг свой контракт с «Каном» по обоюдному согласию и перешёл в турецкий клуб «Касымпаша». В 2020 году он перешёл в турецкий клуб «Денизлиспор». 4 ноября 2020 года Бен-Юсеф присоединился к румынскому клубу «ЧФР Клуж». В феврале 2022 года Бен-Юссеф подписал контракт с клубом первой лиги Болгарии «Берое». По окончании сезона покинул клуб.
1 июля 2023 года Бен-Юссеф вернулся в «Кан», подписав годичный контракт.

## Выступления за сборные
В течение 2008—2009 годов привлекался в состав молодёжной сборной Туниса. На молодёжном уровне сыграл в восьми официальных матчах.
В 2013 году дебютировал в официальных матчах в составе национальной сборной Туниса. На данный момент провёл в форме главной команды страны более десятка матчей. В составе сборной был участником Кубка африканских наций 2015 года в Экваториальной Гвинее, а также чемпионата мира 2018 года в России.